# اصطلاحات سیاسی در ایران
پس از انقلاب ۵۷ و انتخابات ریاست‌جمهوری ایران در سال‌های مختلف، واژگان، ترکیب‌ها و جملات ویژه‌ای وارد ادبیات سیاسی و اجتماعی جامعه ایران شد. 
بگم‌بگم، ساندیس‌خور، جلبک، خس و خاشاک، تَکرار می‌کنم و… از جمله این اصطلاحات است. این اصطلاحات گاهی برگرفته از جملات سیاستمداران و گاهی ساخته هواداران یکی از گروه‌های سیاسی برای برچسب زدن به رقیب یا طرفداری از یک سیاستمدار دیگر بود.

## اصطلاح‌های پرکاربرد
به ترتیب حروف الفبا
- آتش به اختیار یا فرمان آتش به اختیار: یک فرمان صادر شده توسط سید علی خامنه‌ای است که در سخنرانی‌ای در خرداد ۱۳۹۶ (به گفته وی) به افسران جنگ نرم ابلاغ شد.[۲]

"من تشکّلهایی را میگویم که تحت هر نامی، معتقد به انقلابند، معتقد به دینند، معتقد به نظام اسلامی‌اند، معتقد به این مبارزه‌ی عظیمند؛ تحت هر نامی که هستند فرق نمیکند؛ خطابم به آنها است." ۱۳۹۶/۰۳/۱۷- بیانات آیت الله خامنه ای در دیدار جمعی از دانشجویان.
«آتش‌به‌اختیار» به معنی کار فرهنگی خودجوش و تمیز است؛ آنچه ما گفتیم معنایش این است که در تمام کشور، جوانها و صاحبان اندیشه و فکر، صاحبان همّت، خودشان با ابتکار خودشان، کار را -کارهای فرهنگی را- پیش ببرند، منافذ فرهنگی را بشناسند و در مقابل آنها، کار انجام بدهند؛ آتش‌به‌اختیار، به معنای بی‌قانونی و فحّاشی و طلبکار کردن مدّعیانِ‌ پوچ‌اندیش و مدیون کردن جریان انقلابی کشور نیست.سید علی خامنه‌ای۱۳۹۶/۰۴/۰۵-خطبه‌های نماز عید فطر.
- اسکل نظام مقدس یا به اختصار اسکل نظام: برای اولین بار توسط محمدرضا شهبازی، مجری برنامه پاورقی برای توصیف افراد موافق حکومت که حکومت به نظرات آنها اهمیت نمی‌دهد (از جمله شخص او) به کار رفت.[۳][۴] پس از رأی اعتماد به هیئت وزیران مسعود پزشکیان و تأیید صلاحیت افرادی با سابقه حمایت از اعتراضات ۱۳۸۸ و خیزش ۱۴۰۱ ایران با انتقادها و مخالفت‌های برخی هواداران نظام و برخی اعضای مجلس،[۵] این اصطلاح دوباره باب شد.[۶][۷] در پاسخ، این طیف تلاش به واژه‌گزینی خوشایند کردند.[۸]
- این مملکت مال حزب‌اللهی‌هاست[۹]محمود احمدی‌نژاد

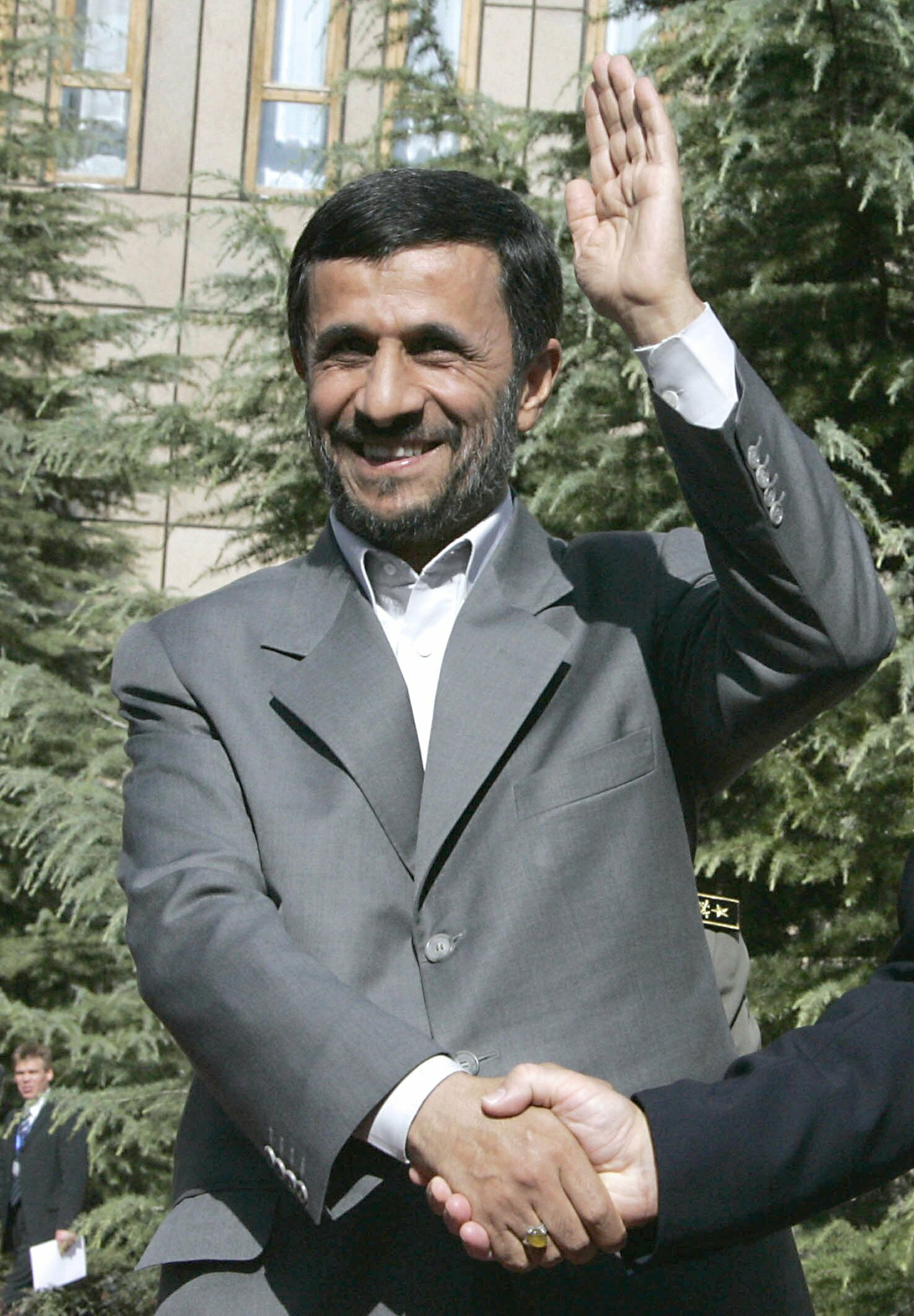
محمود احمدی‌نژاد

- بگم‌بگم: این جمله را نخستین بار محمود احمدی‌نژاد در مناظره تلویزیونی‌اش با میرحسین موسوی گفت. پس از آن به افشاگری‌های سیاسی اطلاق شد و به ادبیات سیاسی ایران راه یافت.[۱۰] در این مناظره احمدی‌نژاد ضمن نمایش دادن پرونده آموزشی زهرا رهنورد به میرحسین موسوی پرسید: «من می‌توانم در مورد پرونده آموزشی یک خانمی با شما صحبت کنم؟ بگم؟ بگم؟» او بار دیگر در سال ۹۱ به شوخی خطاب به مجری مناظره یاد شده با یادآوری تاکتیک خود گفت: «می‌خواهید الان هم بگویم «بگم، بگم» ؟»[۱۱] در اسفندماه ۱۳۹۱ و در جریان استیضاح عبدالرضا شیخ‌الاسلامی در مجلس شورای اسلامی، محمود احمدی‌نژاد حین سخنرانی خود در دفاع از وی گفت: «نمایندگان با من صحبت‌هایی کرده‌اند، نمی‌دانم برخی چیزها را بگم یا نگم؟» در ادامه همین جلسه علی لاریجانی خطاب به احمدی‌نژاد گفت: «اما خوب شد شما که مرتب در جامعه «بگم‌بگم» راه انداخته‌اید؛ این فیلم را پخش کردید و حرفتان را زدید تا مردم شخصیت شما را بیشتر بشناسند.»[۱۲]
- به جهنم، بروید یک جای گرم برای خودتان پیدا کنید: حسن روحانی، رئیس‌جمهور پیشین ایران از مخالفان مذاکرات هسته‌ای انتقاد کرد و گفت: «یک عده به ظاهر شعار می‌دهند ولی بزدل سیاسی‌اند. هر وقت می‌خواهد مذاکره شود، یک عده می‌گویند ما داریم می‌لرزیم. خُب به جهنم! بروید یک جای گرم پیدا کنید برای خودتان. خداوند شما را ترسو و لرزان آفریده، ما چه کار کنیم؟»[۱۳]
- بی‌شناسنامه: عنوانی است که حسن روحانی، رئیس‌جمهور پیشین ایران در مراسم افتتاح بیست و هفتمین نمایشگاه کتاب تهران در تاریخ ۹ اردیبهشت ۱۳۹۳ روی برخی منتقدان دولت گذاشت.[۱۴]
- تا آخر میمونی دیگه؟: این اصطلاح را مسعود پزشکیان در جریان مناظرات انتخابات ریاست‌جمهوری ایران (۱۴۰۳) خطاب به علیرضا زاکانی بیان داشت.[۱۵] زاکانی در پاسخ گفت «حتما، تا آخر می‌مانم و نمی‌گذارم شما رئیس‌جمهور شوی».[۱۶] زاکانی به نفع جلیلی انصراف داد[۱۷] و پزشکیان در نهایت رئیس‌جمهور شد. از آن پس این اصطلاح در اجتماع رایج شده[۱۸] و حتی درباره مسائل سیاسی خارج از ایران، از جمله انصراف جو بایدن از انتخابات ریاست‌جمهوری ایالات متحده آمریکا (۲۰۲۴) به کار رفت.[۱۹]
- جام زهر یا در اصل نوشیدن جام زهر: اصطلاحی است که سید روح‌الله خمینی (رهبر ایران در آن زمان) در پیام خود به ملت ایران در ۲۹ تیر ۱۳۶۷ دربارهٔ پذیرش قطعنامه ۵۹۸ شورای امنیت منتشر کرد و قبول کردن این قطعنامه را با این عبارت توصیف نمود.[۲۰] پذیرش قطعنامه ۵۹۸ از سوی ایران و پایان جنگ هشت ساله میان ایران و عراق، در شرایطی که تبلیغات رسمی حکومت برای ادامه جنگ با شعار «جنگ جنگ تا رفع فتنه از جهان» ادامه داشت کار آسانی برای خمینی و طرفدارانش نبود.[۲۱] این عبارت امروزه دربارهٔ وضعیت سیاسی فعلی ایران در جهان نیز به کار گرفته می‌شود.[۲۲]قالیباف

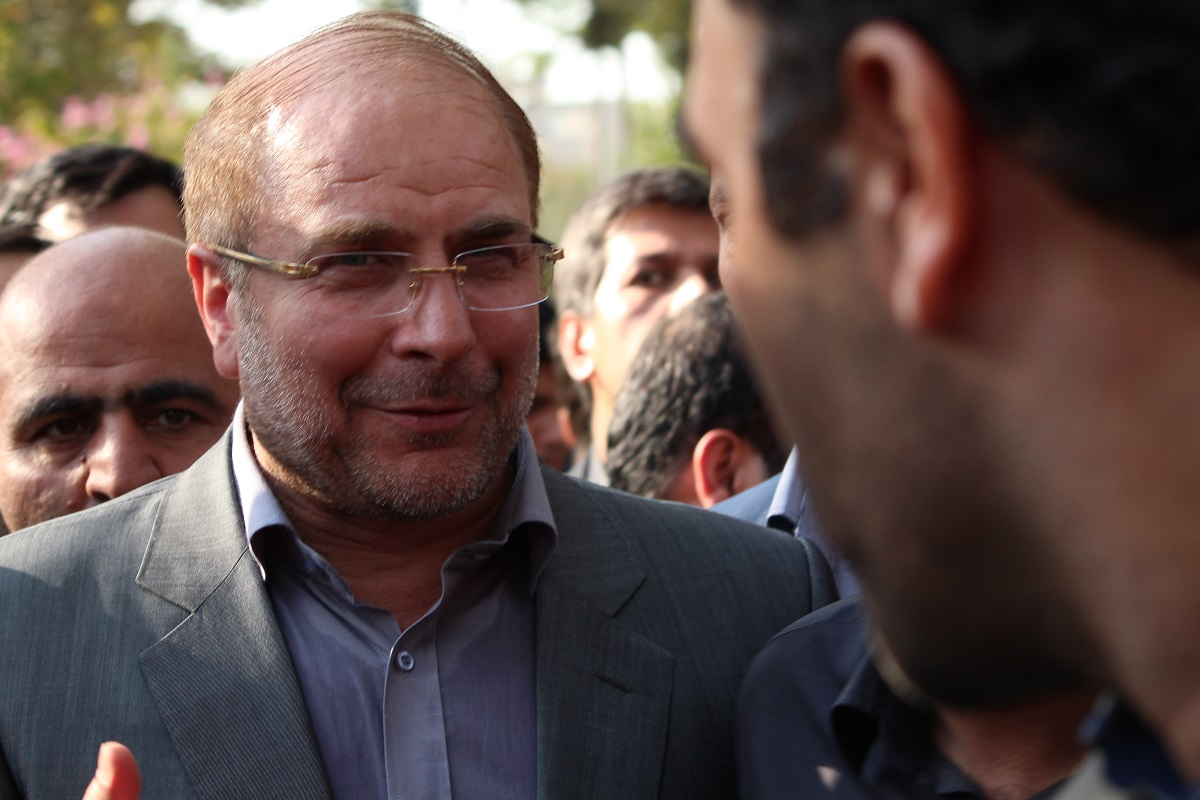
قالیباف

- چهار درصدی‌ها: اشاره به اظهارات محمدباقر قالیباف دارد که در پیش از انتخابات ریاست‌جمهوری ایران (۱۳۹۲) مطرح شد و قالیباف در آنجا اسحاق جهانگیری و حسن روحانی را چهار درصدی خطاب کرد.[۲۳]
- خس و خاشاک: این اصطلاح را احمدی‌نژاد در جشن پیروزی پس از انتخابات به کار برد: «حالا ۴ تا «خس و خاشاک» در این گوشه‌ها یک کاری می‌کنند»[۲۴] و پس از آن اصطلاحی شد که به معترضان به نتایج انتخابات اطلاق می‌شد. این کلمات واکنش‌های زیادی را در پی داشت. میرحسین در بیانیه شانزدهم خود به گونه‌ای تلویحی به آن اعتراض کرد.
- ژن خوب یا آقازاده: اصطلاحی است که در سال ۱۳۹۶ در تیرماه پس از انتشار گسترده کلیپی از حمیدرضا عارف پسر محمدرضا عارف از چهره‌های برجسته اصلاح‌طلب در فضای مجازی، وارد ادبیات سیاسی معاصر ایران شد و ناظر به سوء استفاده مقامات سیاسی و حکومتی ایران از قدرت برای انتفاع شخصی و خصوصاً به دست آوردن پست و مقام برای فرزندان و نزدیکانشان می‌باشد. به سرعت، صحبت از «ژن خوب» و اعتراض ذاتی نهفته در آن به فساد در قدرت، به یک پدیده اجتماعی در ایران تبدیل شد.[۲۵]
- ساندیس‌خور: اصطلاحی است که اغلب از طرف مخالفان حکومت، به تظاهرکنندگانی اطلاق می‌شود که از سوی حکومت و برای حمایت از حکومت تظاهرات می‌کنند. این اصطلاح توسط مسئولان دولتی توهین‌آمیز تلقی می‌شود و از آن جهت استفاده می‌شود که در بسیاری از تظاهرات‌های دولتی، در میان تظاهرکنندگان خوراکی‌هایی مانند ساندیس، تی‌تاپ و دیگر اغذیهٔ سرد توزیع می‌گردد.[۲۶][۲۷]
- سران فتنه: «سران فتنه» عبارتی است که پس از انتخابات ریاست جمهوری ایران در سال ۱۳۸۸، در ادبیات حکومتی نظام جمهوری اسلامی به رهبران اصلاح‌طلب مخالف دولت به ویژه میرحسین موسوی، مهدی کروبی و بعضاً سید محمد خاتمی گفته می‌شود.[۲۸][۲۹] ریشه این اصطلاح به دو قرن اول صدر اسلام برمی‌گردد، جایی که به کشمکش‌ها و جنگ‌های داخلی در جامعه مسلمانان به وجود آمد فتنه نامیده می‌شد. مواردی مانند کشمکش‌های بین علی و معاویه که با رسیدن معاویه به مسند حکومت اسلامی پایان یافت، قیام حسین در کربلا، علیه یزید (توسط منابع نزدیک به امویان)، خروج عبدالله بن زبیر علیه یزید در مکه، قیام شیعیان عراق و ایران علیه سلسله اموی که به سرنگونی امویان منجر شد. همچنین از شکل‌گیری و انشقاق مسلمانان و تشکیل شیعه و سنی نیز به عنوان فتنه یاد می‌شده است.[۳۰]
- سریع فوری انقلابی: اصطلاحی است که در خرداد ۱۴۰۰، سید ابراهیم رئیسی پس از پیروزی در انتخابات ریاست جمهوری در مشهد گفت.[۳۱] به علت نامفهوم بودن جملهٔ وی دربارهٔ واکسیناسیون، این عبارت در شبکه‌های اجتماعی دستمایهٔ طنز شد.
- سوریه‌ای شدن: سوریه‌ای شدن یا سوریاندن (به انگلیسی: Syrianization)[۳۲] اصطلاحی در زبان سیاسی ایران است که عموماً به عنوان هشداری دربارهٔ آیندهٔ این کشور مطرح می‌شود. تعریف مشخصی از این اصطلاح وجود ندارد و گاهی به معنای جنگ داخلی[۳۳] یا تبدیل یک کشور به سرزمینی بدون قانون یا دولت که گروه‌های مسلح بخش‌هایی از آن را تحت سلطه دارند معنا می‌شود. این اصطلاح بعد از جنگ داخلی سوریه و به اشاره به نام این کشور ساخته شده است. بالکانیزاسیون اصطلاحی مشابه در زبان انگلیسی است.
- عرزشی: لقبی است که از سوی مخالفان حکومت به بسیجیان و طرفداران حکومت داده شده است، از این کلمه در شعارهای قیام سراسری ۱۴۰۱ بسیار استفاده شده. در طرف مقابل، لقب برعنداز از سوی طرفداران حکومت به مخالفان داده شده است.
- علی برکت الله: یکی از تکیه‌کلام‌های حسن روحانی است که در جریان انتخابات ریاست‌جمهوری ۱۳۹۲ و بعد از آن مورد تمسخر مخالفانش قرار گرفت (همچنین مقاله ترانه شرمساری را ببینید).[۳۴]
- فتنه: واژه فتنه به ویژه پس از انتخابات ریاست جمهوری ایران در سال ۱۳۸۸ به صورت گسترده‌ای توسط حاکمیت به کار می‌رود. در ادبیات حکومتی نظام جمهوری اسلامی به رهبران اصلاح‌طلب مخالف دولت به ویژه میرحسین موسوی، مهدی کروبی و بعضاً سید محمد خاتمی سران فتنه گفته می‌شود[۲۸][۲۹] و از وقایع و ناآرامی‌های پس از انتخابات ریاست جمهوری سال ۱۳۸۸ به عنوان فتنه یا جریان فتنه یاد می‌شود. به‌طور کلی، فتنه اصطلاحی است که حکومت ایران به اعتراضات ضددولتی می‌گوید.[۳۵]
- کاندیدای پوششی یا نامزد پوششی: به کاندیداهایی گفته می‌شود که هدف آنان نه کسب رأی، بلکه حمایت از کاندیدایی دیگر در مناظرات و مبارزات انتخاباتی است. این اصطلاح نخستین بار در انتخابات ریاست جمهوری ۱۳۹۶ باب شد.[۳۶] اصلاح‌طلبان به دلیل ترس از رد صلاحیت‌های گسترده توسط شورای نگهبان و برای جلوگیری از این مسئله، چند نامزد پوششی را معرفی کردند.[۳۶] در انتخابات ریاست جمهوری ۱۴۰۰، علیرضا زاکانی، سعید جلیلی و امیرحسین قاضی‌زاده هاشمی نامزدهای پوششی سید ابراهیم رئیسی نامیده شدند.[۳۷]
- گازانبری یا حمله گازانبری: اصطلاحی‌است که پیش از انتخابات ریاست‌جمهوری ایران (۱۳۹۶) توسط حسن روحانی بر سر زبان‌ها افتاد. این اصطلاح ریشه در واقعه حمله به کوی دانشگاه تهران (۱۸-۲۳ تیر ۱۳۷۸) دارد.[۳۸]
- لوله یا لوله کردن: اصطلاحی‌است که پیش از انتخابات ریاست‌جمهوری ایران (۱۳۹۶) و در مناظره تلویزیونی توسط حسن روحانی بر سر زبان‌ها افتاد. این اصطلاح خطاب به محمدباقر قالیباف گفته شده و ریشه در عملکرد وی در قبال دانشجویان معترض در واقعه حمله به کوی دانشگاه تهران (۱۸-۲۳ تیر ۱۳۷۸) دارد. روحانی در مناظره تلویزیونی خطاب به قالیباف گفت: «اگر ما جلوی شما (قالیباف) نمی‌ایستادیم، هم‌اکنون همه دانشگاه‌های ما پراز لوله بود!»[۳۹]
- ممه رو لولو برد و آبو بریز همون‌جا که می‌سوزه: محمود احمدی‌نژاد در ۱۱ مرداد ۱۳۸۹، در همایش دو روزه ایرانیان مقیم خارج از کشور خطاب به دولت‌های غربی گفت: «آن ممه را لولو برد.» وی همچنین از آن‌ها خواست آب را جایی بریزند که می‌سوزد.[۴۰] پس از آن این جملات به ادبیات سیاسی ایران راه یافت و در بین مردم معروف شد.
- من تسلیم این صحنه‌آرایی خطرناک نمی‌شوم: میرحسین موسوی این جمله را در بیانیه پس از اعلام نتایج انتخابات گفت.[۴۱] این جمله در جایی استفاده می‌شود که کسی احساس کند، در معرض فریب قرار گرفته است و با این جمله آگاهی خود را نشان می‌دهد.
- مهندسی آرا: روز ۲۳ خرداد سال ۱۳۸۸ در بیانیه‌های مهدی کروبی و مجمع روحانیون مبارز ایران زاده شد.[۴۲]
- نرمش قهرمانانه: اصطلاحی است که توسط سید علی خامنه‌ای در سال ۱۳۹۲ و پس از انتخابات ریاست جمهوری ۱۳۹۲ به ادبیات سیاسی ایران افزوده شد. این اصطلاح نخستین بار در سال ۱۳۷۵ توسط خامنه‌ای مورد استفاده قرار گرفت.[۴۳]
- نظر من به نظر ایشان نزدیک‌تر است: سید علی خامنه‌ای رهبر ایران در نماز جمعه ۲۹ خرداد دربارهٔ محمود احمدی‌نژاد گفت: «نظر آقای رئیس‌جمهور به نظر بنده نزدیک‌تر است.»[۴۴] عبارت «نظر من به نظر ایشان نزدیک‌تر است» از این جمله اقتباس شد. این جمله پس از آن در مقامی که فرد بین دو نفر یکی را گزینش کند، استفاده می‌شود.